# غيونغسانغ الجنوبية (مقاطعة)
مقاطعة غيونغسانغ الجنوبية (بالهانغل: 경상남도 | بالهانجا: 慶尙南道 | غيونغسانغ نامدو) هي مقاطعة تقع في جنوبي كوريا الجنوبية. عاصمة المقاطعة تقع في تشانغوون. تضم المقاطعة الجزء الأكبر من المركز الحضاري والميناء التابعين لبسان. كما يقع موقع هاينسا والذي اختير كموقع يونسكو للتراث العالمي. هاينسا هو المعبد البوذي الكوري الذي يضم تربتاكا كوريانا ويجذب العديد من السائحين. تقع بالمقاطعة العديد من مصانع السيارات والبتروكيماويات وتمتد في الجزء الجنوبي من المقاطعة من ألسان عبر بسان وتشانغوون وجنجو .

## أصل الاسم
غيونغسانغ تعني «المزيد من السرور» وتنقسم إلى كلمتين غيونغ (بالهانغل: 경 | بالهانجا: 慶) وتعني «سعيد» وكلمة سانغ (بالهانغل: 상 | بالهانجا: 尚) وتعني «المزيد».

## التاريخ
قبل سنة 1895 كانت المقاطعة بالإضافة لنظيرتها الشمالية جزءاً من مقاطعة غيونغسانغ السابقة وهي إحدى مقاطعات جوسون الثمانية. في سنة 1895 استبدلت بمقاطعتي جنجو في الغرب ودونغناي (بسان) في الشرق. في سنة 1896 ضم الحيين إلى بعضهما لتشكيل المقاطعة.
عاصمة المقاطعة كانت في جنجو بالأصل وفي سنة 1925 نقلت إلى بسان. في سنة 1948 أصبحت المقاطعة أحد أجزاء كوريا الجنوبية. في سنة 1963 فصلت بسان عن المقاطعة لتصبح ذات حكم مباشر (جكهالشي). في سنة 1983 نقلت عاصمة المقاطعة إلى تشانغوون.
في سنة 1995 أصبحت بسان مدينة حاضرة (غوانغيوكشي)، وفصلت ألسان من المقاطعة لتصبح هي الأخرى مدينة حاضرة في سنة 1997.

## جغرافية المقاطعة
المقاطعة هي جزء من منطقة يونغنام، ويحدها من الشمال مقاطعة غيونغسانغ الشمالية، ومن الغرب يحدها مقاطعة جولا الشمالية ومقاطعة جولا الجنوبية، ومن الجنوب يحدها مضيق كوريا. معظم أراضي المقاطعة يجري بها نهر ناكدونغ وروافده. المساحة الكلية للمقاطعة هي 10،5433 كيلو متر مربع.

## الموارد الطبيعية
سهل دلتا نهر ناكدونغ حول غمهاي هو أحد أفضل مستودعات الحبوب في كوريا الجنوبية. تضم المنتجات الزراعية من المقاطعة الأرز، والفاصوليا، والبطاطس والشعير. كما تشتهر المنطقة بالقطن، والسمسم، والفواكه المزروعة على طول شاطئ البحر الجنوبي. كما تصطاد العديد من المنتجات البحرية، حيث تعتبر المقاطعة أحد مصائد الأسماك الرائدة في الدولة.

## المدن الكبرى
أكبر المدن في المنطقة هي بسان وألسان، والتي فصلتا إدارياً لتصبحا مدينتين حاضرتين على مستوى المقاطعة. بصرف النظر عن تشانغوون عاصمة المقاطعة فإن غمهاي وجنجو تعتبران من المدن الكبرى والبارزة.

## الجذب السياحي
المقاطعة هي موقع معبد هاينسا البوذي والذي يضم تربتاكا كوريانا ويجذب العديد من السياح. يقع المعبد في الحديقة الوطنية بالقرب من جبل جريسان (بارتفاع 1915) على الحدود مع مقاطعة جولا الشمالية. بني المعبد في سنة 802.
محافظة تشانغنيونغ تضم ثلاثة من عوامل الجذب الرئيسية للمقاطعة وهي منطقة أوبو الرطبة، وينابيع بغوك الحارة الطبيعة، وجبل هواوانغ.

## التقسيم الإداري
تضم المقاطعة 10 مدن (شي) وثمانية محافظات (غن).

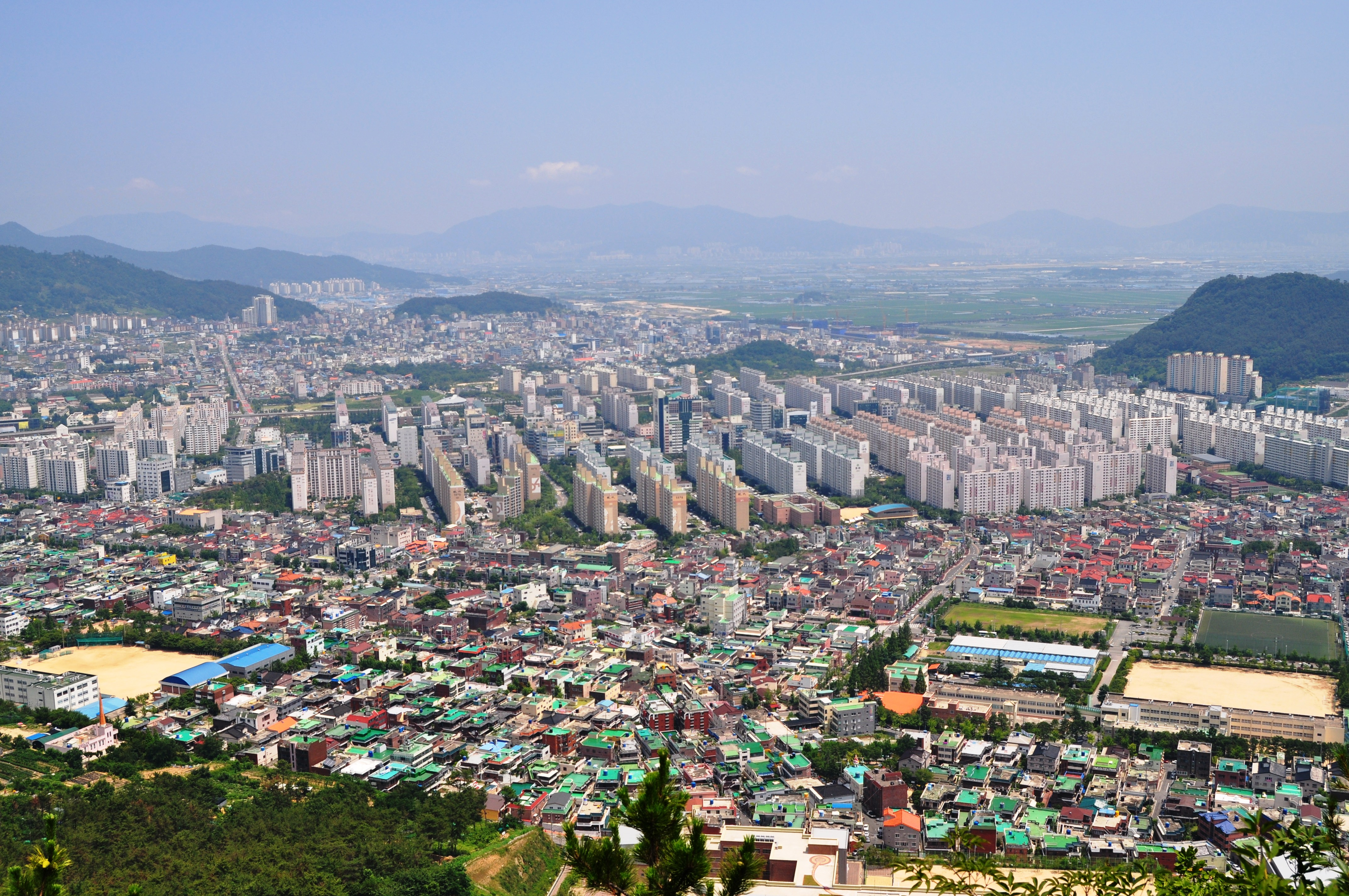
غمهاي

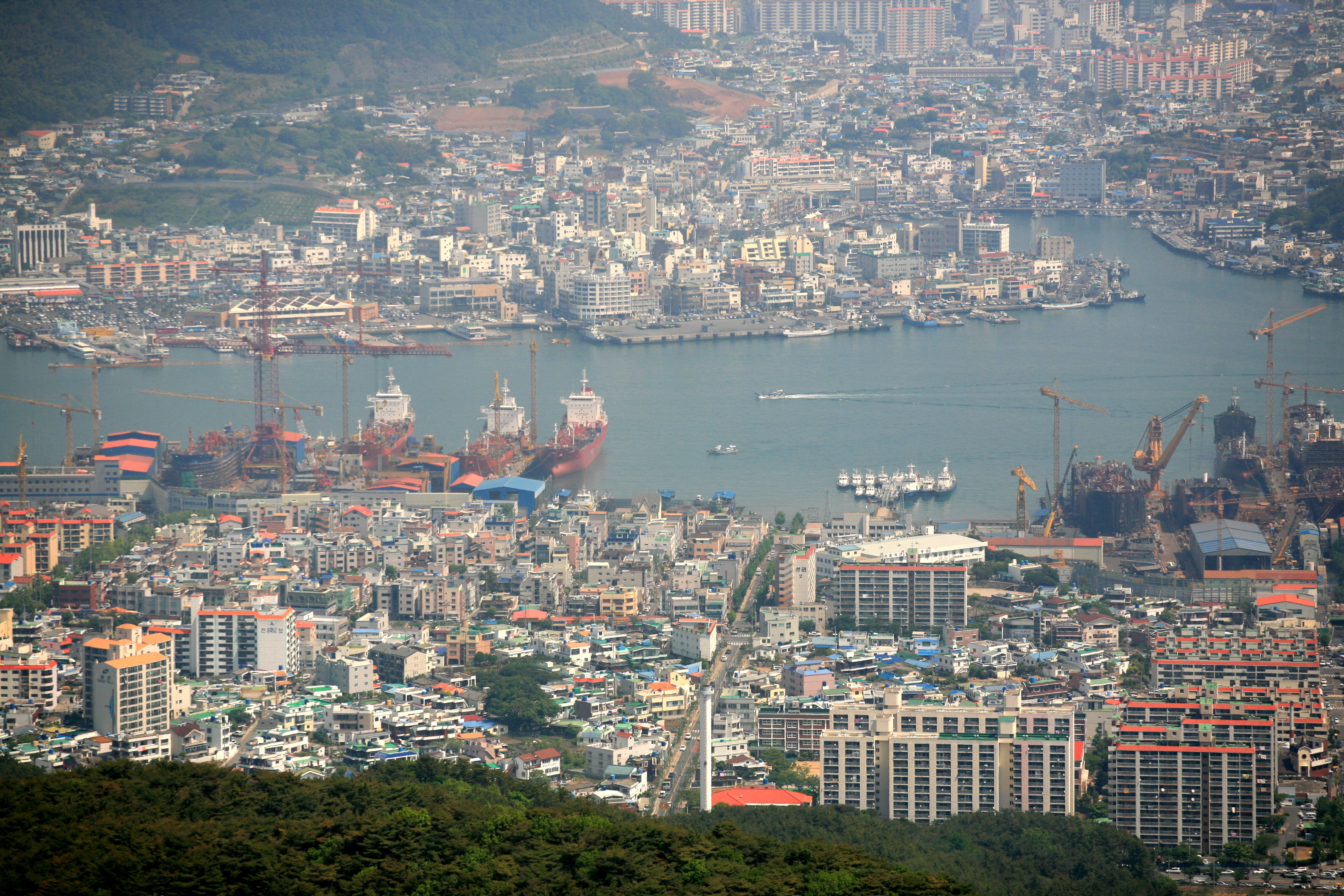
تونغيونغ

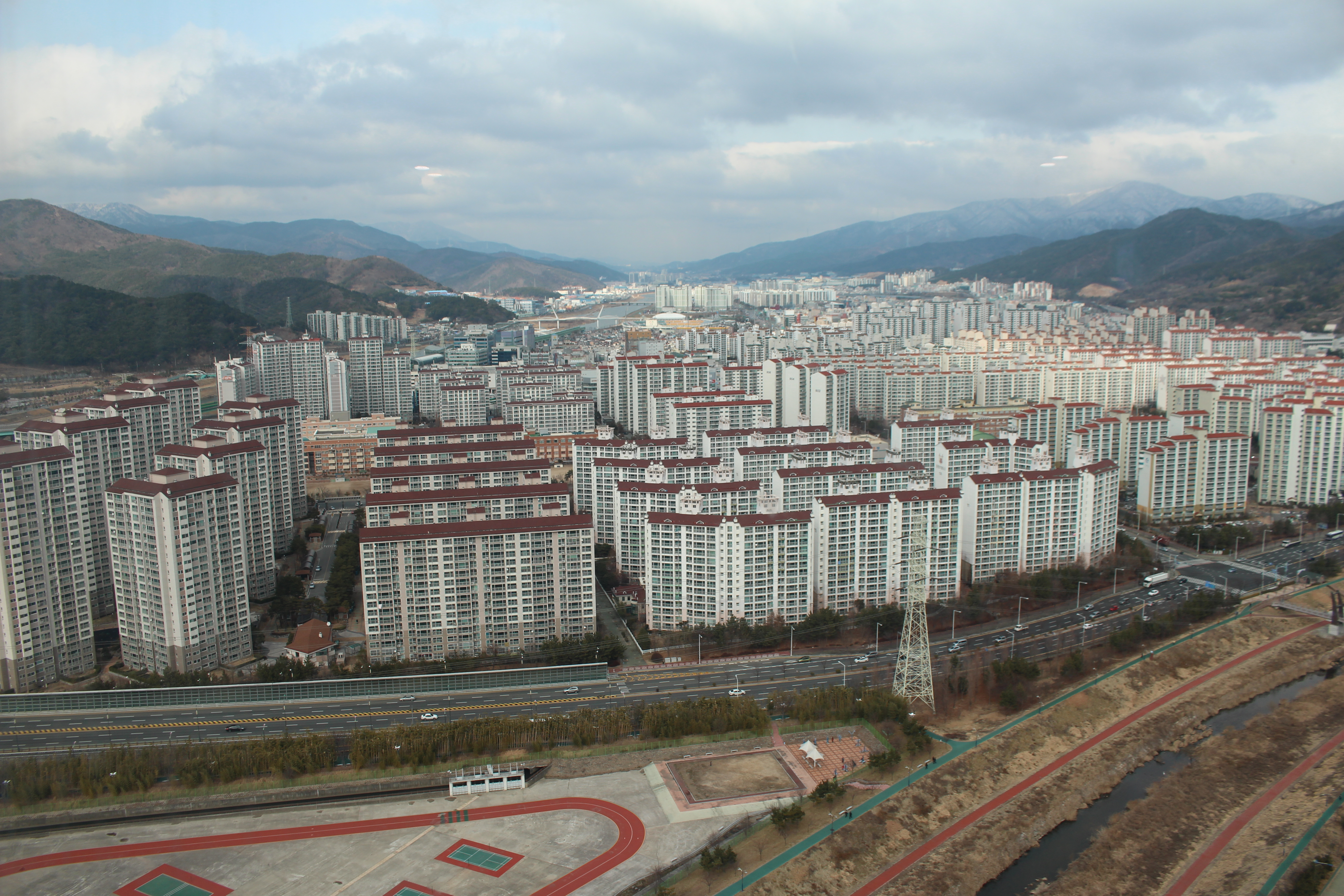
يانغسان

| الخريطة       | #                 | الاسم  | الهانغل | الهانجا   | التعداد السكاني (2012) |
| ------------- | ----------------- | ------ | ------- | --------- | ---------------------- |
|               |                   |        |         |           |                        |
| — المدن —     |                   |        |         |           |                        |
| 1             | تشانغوون          | 창원   | 昌原    | 1،106،081 |                        |
| 2             | غمهاي             | 김해   | 金海    | 531،383   |                        |
| 3             | جنجو              | 진주   | 晉州    | 341،221   |                        |
| 4             | يانغسان           | 양산   | 梁山    | 274،770   |                        |
| 5             | غوجي              | 거제   | 巨濟    | 245،972   |                        |
| 6             | تونغيونغ          | 통영   | 統營    | 143،039   |                        |
| 7             | ساتشون            | 사천   | 泗川    | 117،968   |                        |
| 8             | مريانغ            | 밀양   | 密陽    | 109،967   |                        |
| — المحافظات — |                   |        |         |           |                        |
| 9             | محافظة هامان      | 함안군 | 咸安郡  | 70،443    |                        |
| 10            | محافظة غوتشانغ    | 거창군 | 居昌郡  | 63،536    |                        |
| 11            | محافظة تشانغنيونغ | 창녕군 | 昌寧郡  | 64،297    |                        |
| 12            | محافظة غوسونغ     | 고성군 | 固城郡  | 58،553    |                        |
| 13            | محافظة نامهاي     | 남해군 | 南海郡  | 48،899    |                        |
| 14            | محافظة هابتشون    | 합천군 | 陜川郡  | 50،713    |                        |
| 15            | محافظة هادونغ     | 하동군 | 河東郡  | 51،235    |                        |
| 16            | محافظة هاميانغ    | 함양군 | 咸陽郡  | 41،155    |                        |
| 17            | محافظة سانتشونغ   | 산청군 | 山淸郡  | 36،079    |                        |
| 18            | محافظة وريونغ     | 의령군 | 宜寧郡  | 31،027    |                        |

## المقاطعات الشقيقة
- ياماغوتشي، اليابان (1987 يوليو 26)
- ماريلاند، الولايات المتحدة الأمريكية (1991 نوفمبر 18)
- شاندونغ (1993 سبتمبر 8)
- جاوة الشرقية (1996 مايو 9)
- دونغ ناي (1996 سبتمبر 1)
- خاباروفسك كراي (1996 سبتمبر 14)
- خاليسكو (1997 مارس 10)
- لاغونا (1997 أبريل 15)
- بومرسكي (1997 أبريل 22)
- فيير (1997 أبريل 24)

## وصلات خارجية
- الموقع الرسمي.